# 舟形村
舟形村（ふながたむら）は山形県最上郡にあった村。現在の舟形町の概ね最上川以北にあたる。

## 地理
- 山：大焼黒山、熊ノ返山、戸平山
- 河川：最上川

## 歴史
- 1889年（明治22年）4月1日 - 町村制の施行により、舟形町村、長沢村、長者原村、富田村、堀内村の区域をもって発足。
- 1890年（明治23年）11月15日 - 大字堀内が分立して堀内村が発足。
- 1921年（大正10年）6月2日 - 村役場が移転[1]。
- 1954年（昭和29年）12月1日 - 堀内村と合併して舟形町が発足。同日舟形村廃止。

## 歴代 舟形村長（明治22年〜昭和29年）
- 初代 杉山 久治 氏
- ２代 北條 捨三 氏
- ３代 伊藤 幸藏 氏
- ４代 星川 小重郎 氏
- ５代 長岡 仙吉 氏
- ６代 寒河江 雄助 氏
- ７代 山口 三藏 氏
- ８代 義 喜久次郎 氏
- ９代 大場 清行 氏
- 10代 溝口 藤美 氏
- 11代 曽根田 源次郎 氏
- 12代 渡部 卓三 氏
- 13代 星川 太郎 氏

## 交通

### 鉄道路線
- 日本国有鉄道
  - 奥羽本線
    - 舟形駅

  - 陸羽東線
    - 長沢駅

現在は旧村域に東長沢駅が所在するが、当時は未開業。

### 道路
- 国道13号